# Tristan Tzara
Tristan Tzara [Cara], vlastním jménem Samuel Rosenstock (16. dubna 1896, Moinești, Bacău, Rumunsko – 25. prosince 1963, Paříž, Francie) byl francouzský básník a dramatik rumunsko-židovského původu, jeden ze zakladatelů dadaismu.

## Život
Básně začal psát již během studia na gymnáziu v Bukurešti. Zpočátku inklinoval k symbolismu a spolu s Ionem Vineou založil i časopis pro symbolistickou poezii Simbolul. Svůj umělecký pseudonym si zvolil ještě v tomto symbolistickém období, v roce 1915. Jméno Tristan odkazovalo k jedné z Wagnerových oper, tzara byl francouzský přepis rumunského slova ţară, jež znamená "země" nebo také "vlast".
Od roku 1916 žil v Curychu, kde byl jednou z osobností, které založily v kabaretu Voltaire hnutí dada. Napsal základní manifesty hnutí, které vyšly souborně roku 1924 jako Sept Manifestes Dada. Podle oblíbené legendy dal Tzara hnutí i jméno, a to tím způsobem, že otevřel slovník a zabodl nůž do náhodného místa na stránce - trefil takto právě slovo dada, jež ve francouzštině značí houpacího koně. Reprezentoval v dadaismu radikální, nihilistickou linii, vyhraněnou vůči umírněnější verzi dadaismu, již reprezentoval zejména Hugo Ball. V pamětech Daroval jsem svou duši bílému kameni Tzara své tehdejší ambice popsal jako "odpor proti všem podobám civilizace zvané moderní, proti samému jejímu základu, proti logice, proti jazyku". Základní technikou této vzpoury byla groteska, dětská hravost a absurdita.
V roce 1919 odešel do Paříže, kde ovlivnil kubistické a futuristické umělce. Spolupracoval s Louisem Aragonem, André Bretonem a Philippem Soupaultem. Tato spolupráce skončila okolo roku 1924, protože Tzara odmítl vznikající surrealismus. Po roce 1929 však našel k surrealismu cestu.
V letech 1925–1926 si nechal zbudovat vlastní dům v Paříži od architekta Adolfa Loose. Tento dům je považován za jednu z nejvýznamnějších realizací tohoto architekta.
Ve třicátých letech spolupracoval s levicovými politiky, roku 1936 vstoupil do Komunistické strany Francie. Jeho poezie se ruku v ruce s posunem politických názorů stávala více lyrickou. Angažoval se také proti fašismu a nacismu a ve prospěch republikánů ve španělské občanské válce. Během okupace Francie Němci působil v odboji. Roku 1947 získal francouzské občanství. V poválečných letech se více věnoval i literární a výtvarné kritice.
Od komunistické strany se distancoval po sovětském vpádu do Maďarska roku 1956.
V březnu 1946 přednášel i v Praze. Do češtiny jeho texty překládal nejprve Vítězslav Nezval, později Zdeněk Lorenc. Je známa také Tzarova milostná aféra s českou herečkou Natašou Gollovou. Jeho manželkou byla básnířka Greta Knutsonová. Jednou z jeho milenek byla i tanečnice Maja Krusceková.

## Dílo
Položil základní kámen dadaistické literatury dílem La première aventure céleste de Monsieur Antipyrine (První nebeské dobrodružství pana Antipyrine, 1916).

### Sbírky (výběr)
- 1918 Vingt-cinq poèmes (Dvacet pět básní)
- 1920 Cinéma calendrier du cœur abstrait maisons (Kalendářní biograf abstraktního srdce)
- 1922 Le Cœur à gaz (Srdce na plyn)
- 1924 Sept manifestes Dada (Sedm manifestů Dada)
- 1923 De nos oiseaux (O našich ptácích)
- 1931 L’Homme approximatif (Přibližný člověk)
- 1932 Où boivent les loups (Kde pijí vlci)
- 1945 Une route seul soleil (Slunná silnice samá radost)
- 1946 Terre sur Terre (Země na Zemi)
- 1950 Parler seul (Mluvit sám)
- 1965 Les Premiers poèmes (První básně) - francouzský překlad knihy z roku 1934 a několik dosud nepublikovaných básní

### Eseje
- Dialektika poezie
- Le Surréalisme et l’après-guerre (Surrealismus a doba poválečná)[8]

### Drama
- 1924 Mouchoir de nuages (Šáteček z mlh)

### Souborné vydání díla
- Oeuvres completes (Souborné dílo), 6 svazků, 1975–1991

### České překlady
- Šáteček z mlh, 1925
- Hlídky, překlad Jan Řezáč, 1946, bibliofilie
- Slunná silnice samá radost, překlad: Adolf Kroupa, Praha : Svaz přátel SSSR, 1946
- TZARA, Tristan. Daroval jsem svou duši bílému kameni. Příprava vydání Zdeněk Lorenc, Michal Bauer; překlad Zdeněk Lorenc. Praha: Concordia, 2007. 312 s. ISBN 978-80-85997-39-2.
- Mluvím já vlci, překlad Petr Král, Praha, Sdružení Analogonu, 2017

Tzarovy básně jsou obsaženy i ve sborníku Čest básníků : poesie francouzského odboje, přeložil Antonín Bartušek a další, V Praze : Fr. Borový, 1947.

## Galerie

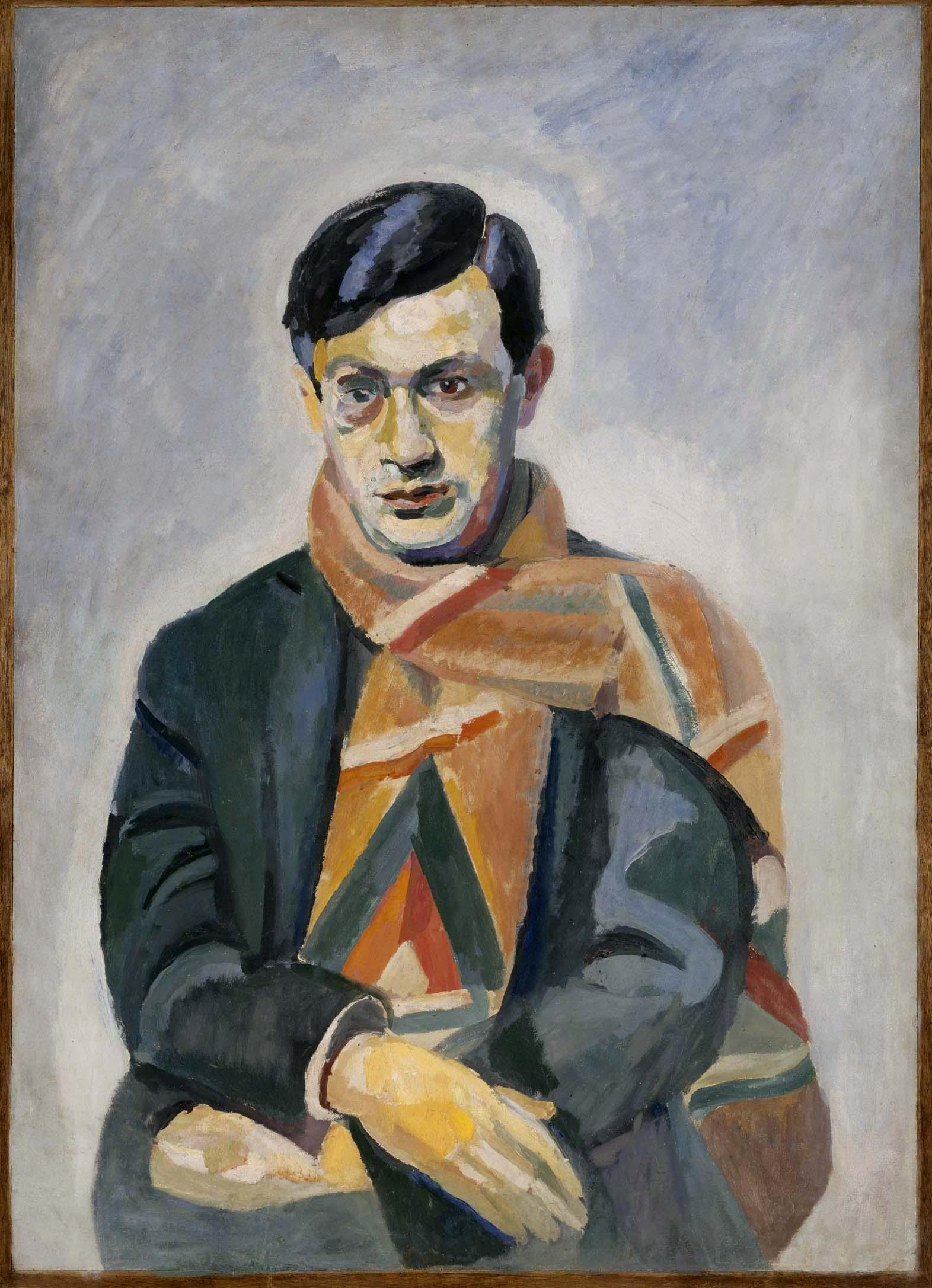
Tristan Tzara na obraze Roberta Delaunayho, 1923
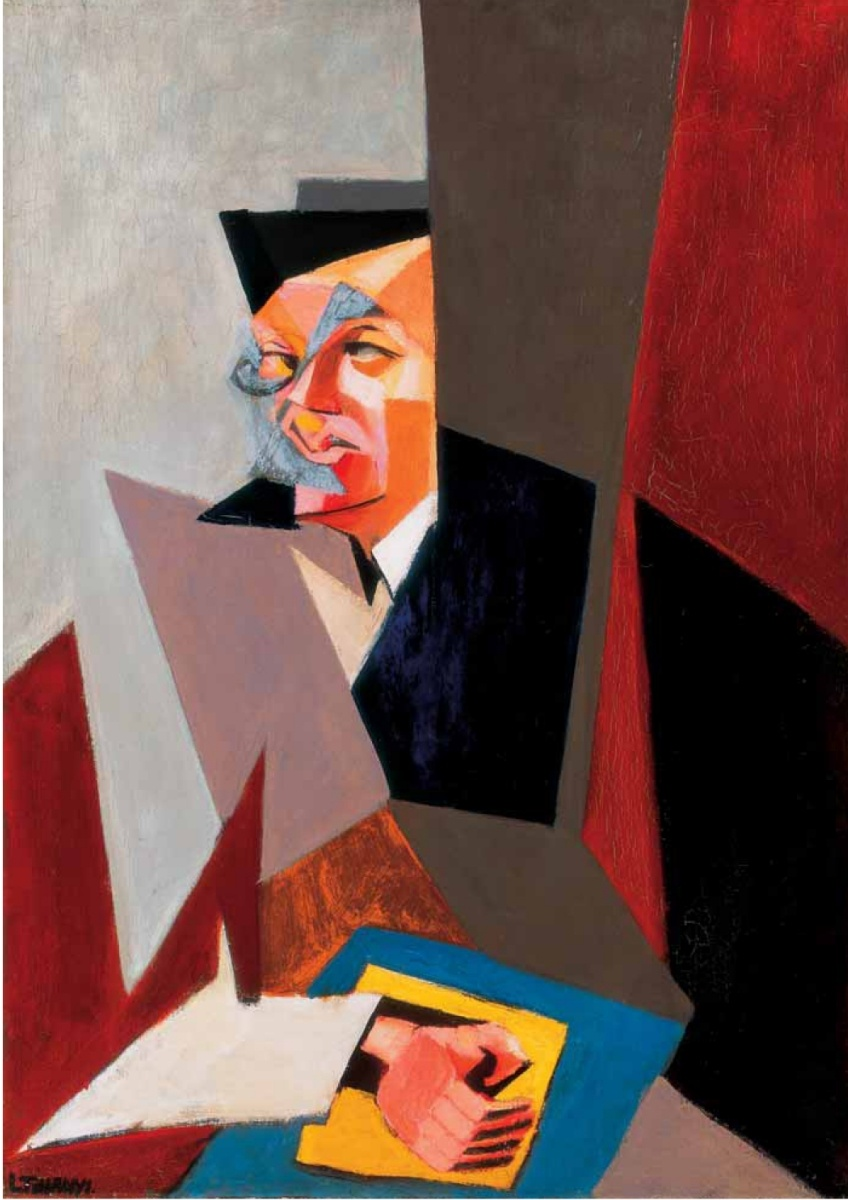
Tristan Tzara na obraze Lajose Tihanyiho, 1927
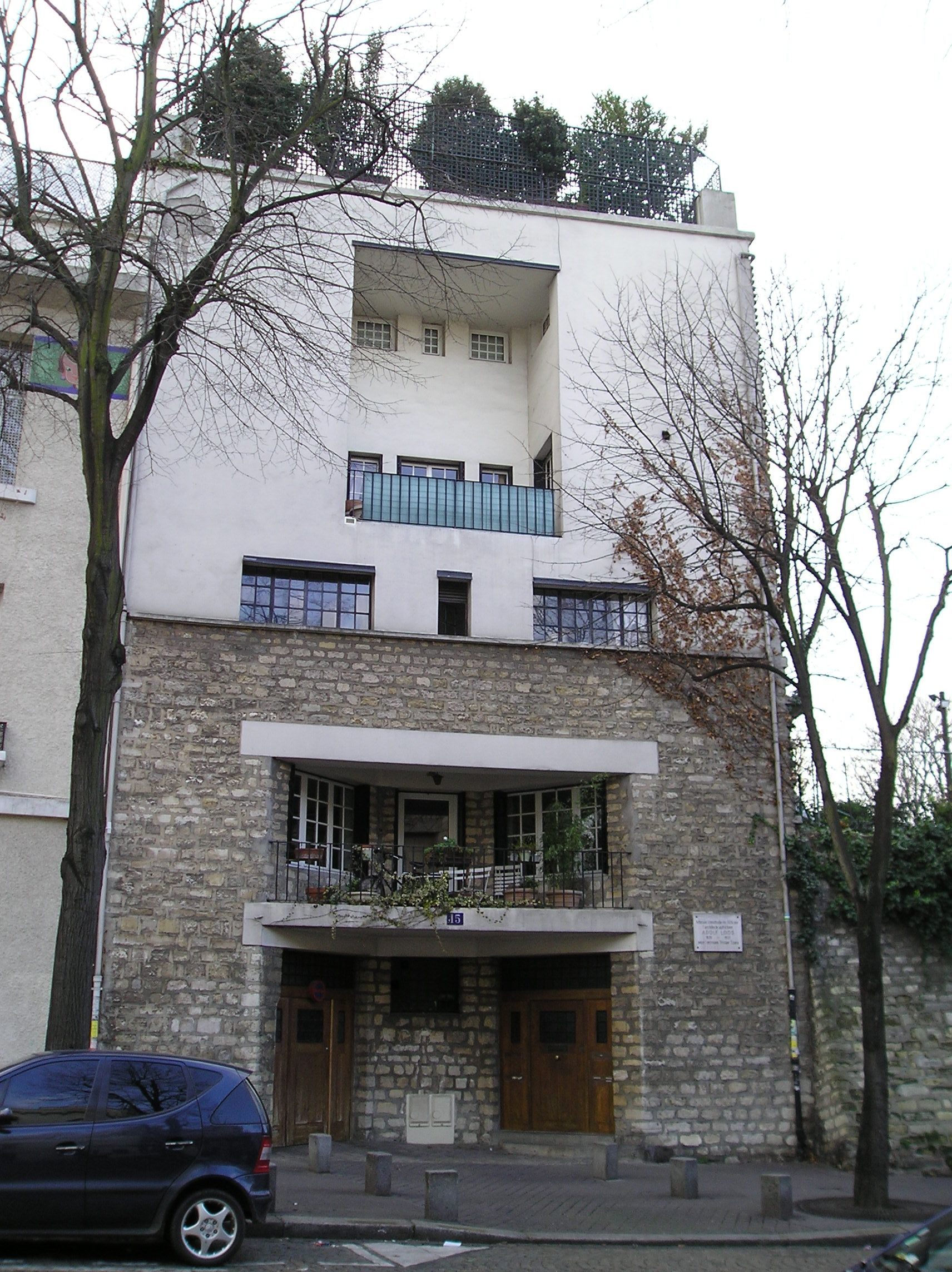
Dům Tristana Tzary v Paříži od architekta Adolfa Loose, 1928
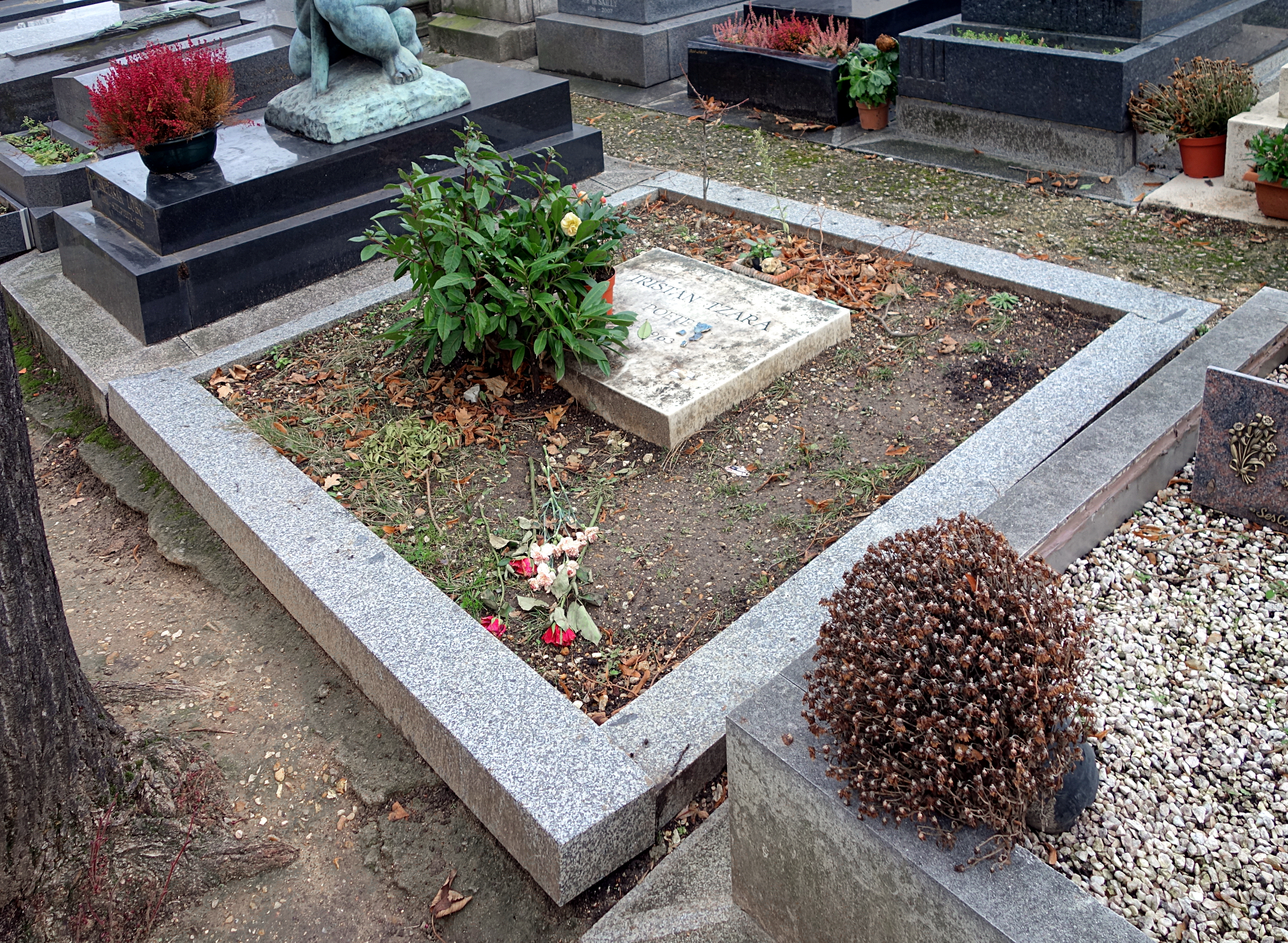
hrob Tristana Tzary na hřbitově Montparnasse